# Anton Fellner

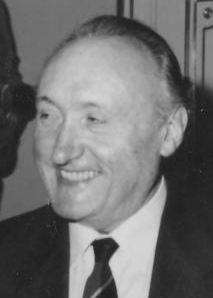
Anton Fellner

Anton Fellner (* 25. Dezember 1927 in Wagram am Wagram; † 7. Jänner 1997 in Varadero, Kuba) war ein österreichischer Journalist, Generalsekretär der Wiener Diözesansynode und langjähriger Abteilungsleiter beim ORF.

## Leben
In eine Weinbauernfamilie (Anton und Magdalena Fellner) geboren, musste Anton Fellner als Sechzehnjähriger seine Schulzeit unterbrechen, da er als Flakhelfer in den Kriegsdienst eingezogen wurde, worin er 1945 in amerikanische Kriegsgefangenschaft geriet. Nach Kriegsende maturierte er 1946 am Kremser Realgymnasium, wo sein Religionslehrer der spätere Kardinal Franz König war, der sein lebenslanger Freund und Mentor werden sollte. 
Ab Oktober 1946 studierte Fellner Germanistik und Geschichte an der Universität Wien. Schon während der Studienzeit wandte er sich der journalistischen Tätigkeit als Redakteur der Wiener Blätter der Katholischen Hochschulgemeinde zu. 
Nach seiner Promotion zum Dr. phil. 1951 (Dissertation über die „Wiener Romantik am Wendepunkt 1813-1815“) trat er in die Redaktion der katholischen Wochenzeitung präsent (damals Der Volksbote) ein. 
Anton Fellner heiratete Ingeborg, geb. Winkler, am 6. September 1952. Aus der Ehe gingen ein Sohn und zwei Töchter hervor: Bernhard (* 1953),  Susanne (* 1954), Monika (* 1958). 1959 wechselte Anton Fellner als innenpolitischer Redakteur zur Tageszeitung Neues Österreich. Er wurde von 1964 bis 1967 deren  letzter Chefredakteur und für seine mahnenden Artikel gegen das Wiedererwachen nationalsozialistischer und antiösterreichischer Tendenzen mit dem Karl-Renner-Publizistikpreis ausgezeichnet.
Nach der Einstellung dieser Zeitung übernahm er im März 1967 als Generalsekretär die Organisation der Wiener Diözesansynode. 
In dieser Funktion war Fellner zusammen mit dem damaligen Erzbischof-Koadjutor Franz Jachym als dem Präsidenten der Synode wesentlich an der Verwirklichung der Ergebnisse des Zweiten Vatikanischen Konzils auf der Ebene der Ortskirche beteiligt. Zu dieser Zeit wurde er auch zum Vorsitzenden der Katholischen Fernsehkommission Österreichs bestellt (bis 1975), ab November 1970 zum Präsidenten des Katholischen Zentrums für Massenkommunikation.
Ab 1972 leitete Fellner als mit der Herausgabe beauftragter Chefredakteur die Wiener Kirchenzeitung und
war in der Katholischen Weltunion der Presse (UCIP) aktiv. Beim „Österreichischen Synodalen Vorgang“ (1973/74) war Fellner Vorsitzender der Kommission „Kirche und Massenmedien“.
Nach acht Jahren freiberuflicher Tätigkeit beim Fernsehen des Österreichischen Rundfunks übernahm Anton Fellner 1975 die Abteilung Religion. Unter seiner Leitung wurde eine Vielzahl neuer Sendungen geschaffen, wie „Theologie im Gespräch“ (später „Nachtstudio“) und „Orientierung“ (1994 ausgezeichnet mit dem Dr.-Karl-Renner-Publizistikpreis und heute das „dienstälteste“ Magazin des ORF). In den 15 Jahren seiner Abteilungsleitung verdreifachte sich der Anteil an Sendungen mit religiösem Inhalt, wobei der Ökumene ein starkes Augenmerk zufiel. Mit Anton Fellners Ruhestand 1990 ging die Leitung an seinen langjährigen Mitarbeiter Peter Pawlowsky über.
Von 1990 bis 1996 fungierte Fellner als Vorsitzender des Verbands katholischer Publizistinnen und Publizisten Österreichs, dem er mit der Einführung eines monatlichen Jour fixe mit namhaften Gastreferenten neue Impulse gab. Anton Fellner schied 1997 unerwartet auf einer Kubareise infolge eines Badeunfalls aus dem Leben. Kardinal Franz König leitete die Trauerfeier zum Begräbnis des katholischen Publizisten am Gersthofer Friedhof in Wien.

## Ehrungen
- 1959 Gregoriusorden
- 1965 Dr.-Karl-Renner-Publizistikpreis
- 1989 Kardinal-Innitzer-Preis für wissenschaftlich fundierte Publizistik